# Бардыбахин, Анатолий Иванович
Анатолий Иванович Бардыбахин (род. 22 ноября 1927) — советский борец классического стиля, чемпион и призёр чемпионатов СССР, мастер спорта СССР (1952), судья всесоюзной категории (1967). Увлёкся борьбой в 1942 году. Участвовал в десяти чемпионатах СССР. Выступал в наилегчайшей весовой категории (до 52 кг).

## Спортивные результаты
- Чемпионат СССР по классической борьбе 1951 года — ;
- Классическая борьба на летней Спартакиаде народов СССР 1956 года — ;